# Ребиков, Владимир Иванович
Влади́мир Ива́нович Ре́биков (19 (31) мая 1866, Красноярск — 4 августа 1920, Ялта) — русский композитор, пианист, музыкальный реформатор, представитель русского и европейского музыкального модернизма, писатель.

## Биография
Происходил из дворянской семьи. Отец Ребикова — горный инженер. В Москве семья проживала на улице Пречистенка с 1868 года. Первые уроки музыки получил от матери.
С 1878 года учился в Коммерческом училище, с 1880 — в реальном училище К. П. Воскресенского, продолжая музыкальные занятия. В 1885 году пытался поступить в Московскую консерваторию, но представив экзаменационной комиссии (во главе с С. И. Танеевым) свои «модернистские диссонансные сочинения», был отвергнут и поступил в Московский университет на историко-филологический факультет. Музыке обучался частным образом у Н. С. Кленовского. В 1891 году уехал за границу для получения музыкального образования в Берлине у К. Мейербергера и Г. Мюллера.
В 1893 году создал в Москве цикл романсов на слова Семёна Надсона, получивший поддержку и одобрение П. И. Чайковского. В 1893—1896 годах жил в Одессе, где была создана его первая опера «В грозу» (по повести «Лес шумит» В. Г. Короленко); позже опера получила признание и была поставлена в Москве в театре «Аквариум».
Ребиков посещал литературно-художественные вечера в доме Валерия Брюсова. С 1893 года занимался преподаванием: в Москве, Киеве и Одессе. Поселившись в 1897 году в Кишинёве, добился открытия там отделения Русского музыкального общества и организовал музыкальную школу. В конце 1890-х посетил Вену и Мюнхен, где познакомился с новейшими течениями в европейском искусстве.
В 1898—1901 гг. стал инициатором и участвовал в организации первого в истории русской музыки официального творческого объединения — «Общества русских композиторов». С 1901 года выступал с концертами в России и за границей. На русской и зарубежной сценах с успехом ставилось лучшее произведение Ребикова — опера «Ёлка», о Ребикове писали газеты и журналы, но постепенно слава его угасла. К его последней опере «Дворянское гнездо» (по роману И. С. Тургенева), ещё проявлял интерес В. И. Немирович-Данченко.
На революционные события 1905 года Ребиков откликнулся литературной поэмой «Альфа и Омега», «музыкально-психологической картиной „Кошмар“». С 1906 года находился за границей; с 1909 года вновь в Москве; опубликовал серию статей по проблемам музыкального искусства.
Ребиков часто бывал в Крыму. В юности он часто проводил лето в Феодосии, где у его родителей была небольшая дача. С 1910 года жил в Ялте, где был заметной эксцентрической фигурой (к примеру, его можно было встретить на улицах города, ходившим с двумя зонтиками — белым от солнца и черным от дождя). В 1913 году к 25-летию творческой деятельности Ребикова на сцене московского театра Г. Г. Солодовникова силами артистов «Оперы С. И. Зимина» была поставлена опера Ребикова «Ёлка».
В августе 1914 года композитор открыл в Ялте «Студию музыки композитора В. И. Ребикова», где обучал композиции, теории музыки, музыковедению и игре на рояле всех желающих.
Один из учредителей Ялтинского религиозно-философского общества (октябрь 1919).
Скончался в Ялте 4 августа 1920 года; был похоронен на Ауткинском кладбище. Позже его останки были перенесены на Поликуровский мемориал, где имеется посвящённая ему мемориальная доска.

### Семья
- Жена — Лидия Васильевна Ребикова
- Дочь (приёмная) — Александра Ребикова (род. 1896), актриса театра и немого кино

## Творчество
Творческие взгляды Ребикова перекликаются с современными ему направлениями в движении символизма и музыкального импрессионизма. Нередко в качестве сюжетов для своих сочинений композитор выбирал популярные в то время литературные и живописные произведения. Ряд фортепианных работ Ребикова, в частности «Эскизы-настроения», написан под влиянием живописи Арнольда Бёклина. Долгая дружба связывала композитора с поэтом Валерием Брюсовым, на стихи которого он написал несколько циклов романсов.
В своём творчестве Ребиков придерживался сформулированной им самим концепции «музыкальной психографии». Его стиль значительно отличался от установившихся норм композиции, и его эксперименты в области музыкального языка нередко встречали непонимание со стороны его современников. Однако, на творческий дебют Ребикова очень благожелательно отозвался П. И. Чайковский, нашедший в музыке молодого композитора «значительную талантливость… поэтичность, красивые гармонии и весьма недюжинную музыкальную изобретательность». В свою очередь Ребиков посвятил Чайковскому свой фортепианный цикл «Воспоминания осени».
Ребиков был одним из пионеров целотоновой музыки в России, часто применял в своих сочинениях созвучия квартовой структуры и другие необычные для того времени приёмы. В поисках новых музыкальных форм и возможностей синтеза различных типов искусства композитор создал несколько произведений в жанрах ритмодекламации, «меломимики», «мелопластики». Так, например, известна «ритмодекламация» Ребикова на стихи К. Бальмонта «Как цветок» (1918). Современники считали Ребикова «музыкальным декадентом, не считающимся ни с какими музыкальными законами и формами» (Большой Брокгауз, 1903). Свои эстетические принципы Ребиков ясно сформулировал в статье-манифесте «Музыкальные записи чувств», опубликованной в  «Русской музыкальной газете» (№48) в 1913, где призывал отказаться от определённости в музыкальной форме и гармонии, поскольку «наши чувства не имеют заранее установленных форм и окончаний».
Наиболее ярко почерк Ребикова проявился в его произведениях для музыкального театра. Отвергнув эстетику традиционной оперы, Ребиков в своих «музыкально-психологических драмах», таких как «Дворянское гнездо» 1916, активно использовал аллегории и мистические символы («Теа», 1904; «Альфа и Омега», 1911).
В жанре меломимики Ребиков создал одноименный цикл, в предисловии к которому он поясняет: «Меломимики — сценический род, в котором мимика и музыка соединяются в неразрывном ансамбле. Они отличаются от балета, потому что танец не играет в них никакой роли, и от чистой пантомимы, потому что музыка играет роль по меньшей мере равную мимике». Известны его «Вокальные меломимики».
В области инструментальной музыки Ребиков ограничивался простейшими малыми формами, создав несколько десятков фортепианных миниатюр лирического или жанрово-характеристического плана, объединенных в серии под названиями «Вокруг света», «Осенние листья», «По славянским странам», «Буколические сцены» и ряд других. В составе этих циклов можно найти привлекательные пьесы, отличающиеся изяществом, остроумием и образностью музыки, но технически несложные.
Работал в области духовной музыки. Известна его «Всенощная», по мнению композитора и дирижёра Александра Дмитриевича Кастальского «выдающаяся по смелости изложения».
Ребиков принимал активное участие в развитии музыкальной жизни в Кишинёве, где он создал не только отделение Русского музыкального общества, но и Музыкальное училище. За годы работы там он написал большое количество музыкальных произведений для детей — фортепианные, песенные и хоровые сборники «Детский мир», «Детский отдых», «Дни детства», «Школьные песни», музыкальные сценки «Басни в лицах» (по И. Крылову), детские балеты «Музыкальная табакерка», «Белоснежка», «Принц Красавчик», большое количество фортепианных циклов.
Творческое наследие Ребикова включает в себя не только музыкальные произведения, но также ряд статей по вопросам музыкальной эстетики: «Музыкальные записи чувств», «Музыка через 50 лет», «Орфей и вакханки».

### Оперы
- «В грозу» (опера в двух актах либретто С. И. Плаксина по сюжету повести «Лес шумит» Короленко, ор. 5, 1893, премьера состоялась в Одесском оперном театре 15 февраля 1894 года)
- «Княжна Мери» (по повести «Герой нашего времени» Лермонтова, не окончена)
- «Ёлка» (по сказке «Девочка со спичками» Х. К. Андерсена, рассказу «Мальчик у Христа на ёлке» Ф. М. Достоевского и пьесе «Ганнеле» Гауптмана, ор. 21, 1900 год. Премьера состоялась 30 октября 1903 года, антреприза M. E. Медведева, театр «Аквариум», Москва; 1905, Харьков; 1906, Прага)[4]
- «Тэа» (музыкально-психологическая драма в четырёх актах , либретто В. Ребикова на текст одноимённой поэмы А. Воротникова, ор. 34, 1904)
- «Бездна» (1907, по одноимённому рассказу Леонида Андреева, op. 40)
- «Женщина с кинжалом» (1910, либретто Ребикова, ор. 41, по одноимённой новелле А. Шницлера, Артуру Шницлеру)
- «Альфа и Омега» (либретто Ребикова, ор. 42, 1911)
- «Нарцисс» (либретто Ребикова, по «Метаморфозам» Овидия в пер. Т. Л. Щепкиной-Куперник, ор. 45, 1912)
- «Арахнэ» (либретто Ребикова, по «Метаморфозам» Овидия в пер. Т. Л. Щепкиной-Куперник, ор. 49, 1915 )
- «Дворянское гнездо» (1916, ор. 55, по одноим. роману Ивана Тургенева, пост. 22 января 1995, Камерный музыкальный театр, Москва, режиссёр Б. А. Покровский, возобн. 6 марта 2009)

### Балеты
- «Белоснежка» (по сказке «Снежная королева» Андерсена)
- «Что случилось с балериной, китайцами и прыгунами». Одноактный балет. Москва, 1914. Постановка Б. Г. Романова.

### Фортепианные циклы
- «Осенние грезы»
- «Эскизы настроений»
- «Меломимики» op.11 (1898)
- «Меломимики» op.17 (1903)
- «10 звуковых поэм op. 13»
- «Рабство и свобода», музыкально-психологическая картина (1903)
- «Песни сердца», музыкально-психологическая картина (1903)
- «Стремление и достижение», музыкально-психологическая картина
- «В сумерках»
- «Кошмар», музыкально-психологическая картина (для ф-но в четыре руки)
- «На родине»
- «Осенние листья» (1904)
- «Из дневника», op. 33
- «Мелопластики» (1910)
- «Маленькая балетная сюита» (1906)
- «Идиллии», op. 50 (1913)
- «Пять танцев», op. 51 (1914)
- «Они веселы», op. 54
- «Музыкальная табакерка» (1902)
- «Из забытой тетради»

- Фортепианные произведения В.И.Ребикова на YouTube (8 часов записей)

### Фортепианные циклы для детей
- «Вокруг света»
- «Силуэты»
- «Из античного мира»
- «Картинки прошлого»
- «Альбом легких пьес для юношества»
- «Игрушки на ёлке»
- «Искорки»

### Вокальные произведения
- «Вокальные сцены», op. 1 (на тексты Майкова, Кольцова, Надсона, Фета)
- Романсы, op. 4 (на тексты Надсона), op. 16 и 18 (на тексты Брюсова), op. 20 (на тексты Конфуция, Брюсова, Апухтина)
- «Басни Крылова в лицах»
- «Меломимика», op. 19 (для хора и ф-но на тексты Лермонтова)
- «Мелодекламации», op. 32 (на тексты Апухтина и Гейне)
- «Ритмодекломации», op. 52 (на тексты Апухтина, Бальмонта, Петрарки, Рукавишникова и других поэтов)
- «Мелопоэза» (жанр, введенный Ребиковым) «Балкон осенью», op. 53 (на текст Звягинцевой)
- Детский хор «Классное пение»
- Хор «Детский мир»
- Хор «Дни детства»

### Оркестровыепроизведения
- Оркестровая сюита «На Востоке»

### Духовная музыка
- «Литургия св. Иоанна Хризостомоса»
- «Всенощная»
- «10 хоров»

### Книги
- Меломимика. Одесса, 1899

### Статьи
- Орфей и вакханки // РМГ, 1910, No 1
- Через 50 лет // РМГ, 1911, No 1-3, 6-7, 13-14, 17-19, 22-25
- Музыкальные записи чувств // РМГ, 1913, No 48.
- (совместно с В. Г. Каратыгиным) За 7 дней // РМГ 1913, No 35

### Переводы
- Мейербергер К. «Гармония Вагнера», пер. с нем. яз.
- Геварт Ф. «Методический курс оркестровки» (М., 1898) пер. с франц. (Ребиков перевел и дополнил текст русскими примерами).